# Angelsächsische Architektur

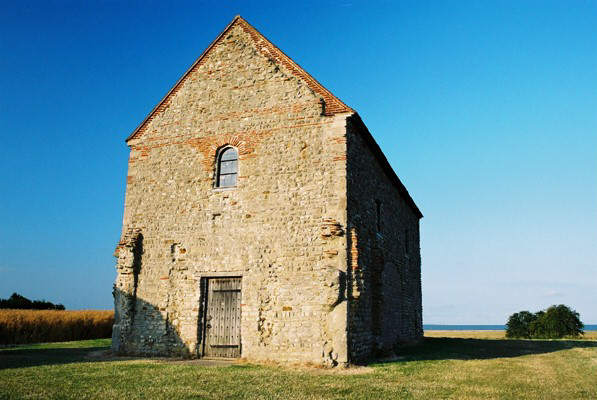
Kirche St. Peter-on-the-Wall, Essex (um 655)

Die Angelsächsische Architektur war eine Periode der Architekturgeschichte Englands und von Teilen von Wales, die sich von der Mitte des 5. Jahrhunderts bis zur Normannischen Eroberung Englands im 11. Jahrhundert erstreckte.

## Entwicklung (7. Jh. bis 1066)
Die angelsächsische Architektur ist die erste Phase in der Entwicklung der mittelalterlichen englischen Baukunst. Ob und inwiefern sie auf der römischen Architektur aufbaut, ist eine letztlich unbeantwortete Frage. Die Römer hatten England im Jahr 410 verlassen. Wie die Architektur in den folgenden Jahrhunderten ausgesehen hat, lässt sich nur schwer rekonstruieren, weil bis zum beginnenden 7. Jahrhundert kaum Daten vorhanden sind. Hinzu kommt die Tatsache, dass wegen der Überfälle der Wikinger und Dänen aus der Zeit zwischen 750 und etwa 870 so gut wie nichts erhalten ist.
Seit der Mitte des 5. Jahrhunderts drangen Angeln, Sachsen und Jüten vom Kontinent her in England ein. Sie bildeten sieben angelsächsische Kleinkönigreiche: Kent, Sussex, Essex, Wessex, East-Anglia, Mercia und Northumbria. Der Benediktinermönch Augustinus von Canterbury († um 605) wurde im Jahr 596 von Papst Gregor d. Gr. mit der Missionierung Englands beauftragt. Das Christentum in seiner religiösen römischen Form fasste zuerst Fuß in Kent, wo Augustinus im Jahr 601 zum Erzbischof von Canterbury geweiht wurde. Canterbury blieb das kirchliche Zentrum Englands.
Seit dem 9. Jahrhundert waren die Angelsachsen starken Einflüssen der Dänen ausgesetzt, die in England Fuß gefasst hatten und von 1016 bis 1042 das Land beherrschten. Im Jahr 1042 konnte sich jedoch das nationale Königtum mit Edward dem Bekenner wieder an die Spitze stellen. Diese Zeit endete jedoch im Jahr 1066 nach der Schlacht von Hastings.

## Grundformen und Merkmale
Die angelsächsische Architektur umfasst ausschließlich Kirchenbauten aus der Zeit von etwa 600 bis 1066. Diese sind charakterisiert durch eine fehlende oder nur grobe Steinbearbeitung ohne Bauzier (z. B. an Portalen); lediglich einige Fenster sind als einfache Zwillingsfenster ausgeführt. In der Spätzeit schuf man dennoch imposante Kirchtürme, die in einigen Fällen als Rundtürme ausgeführt sind. Manchmal wurden auch Feuersteinknollen als Baumaterial verwandt.

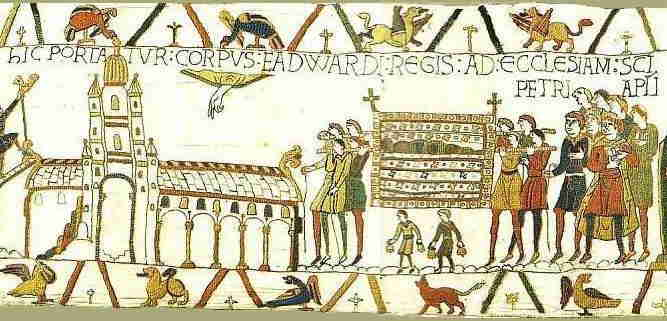
Beisetzung Edwards des Bekenners in seiner Westminster Abbey 1065, dargestellt im Teppich von Bayeux
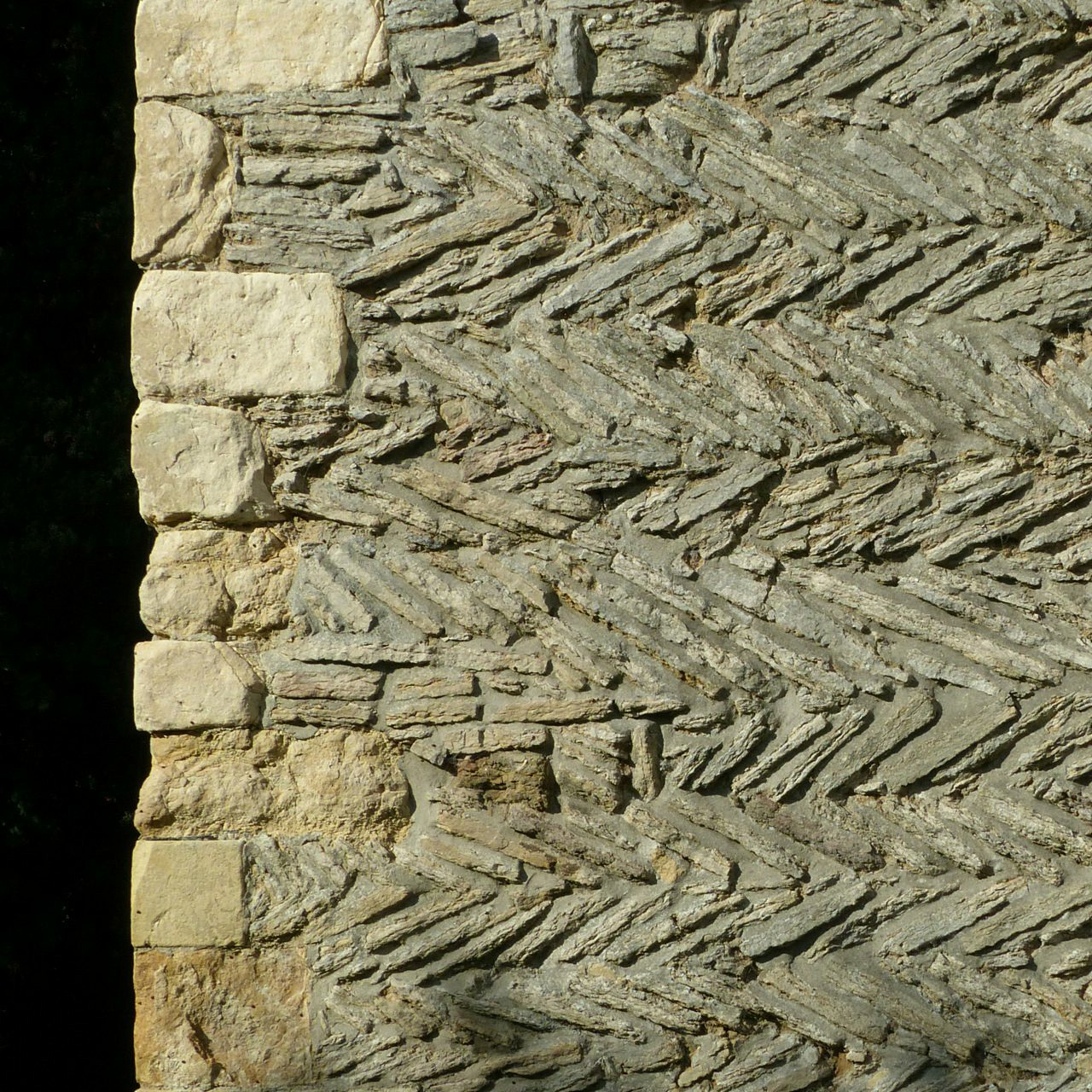
Fischgrätmauerwerk am Turm der Kirche von Marton, Lincolnshire
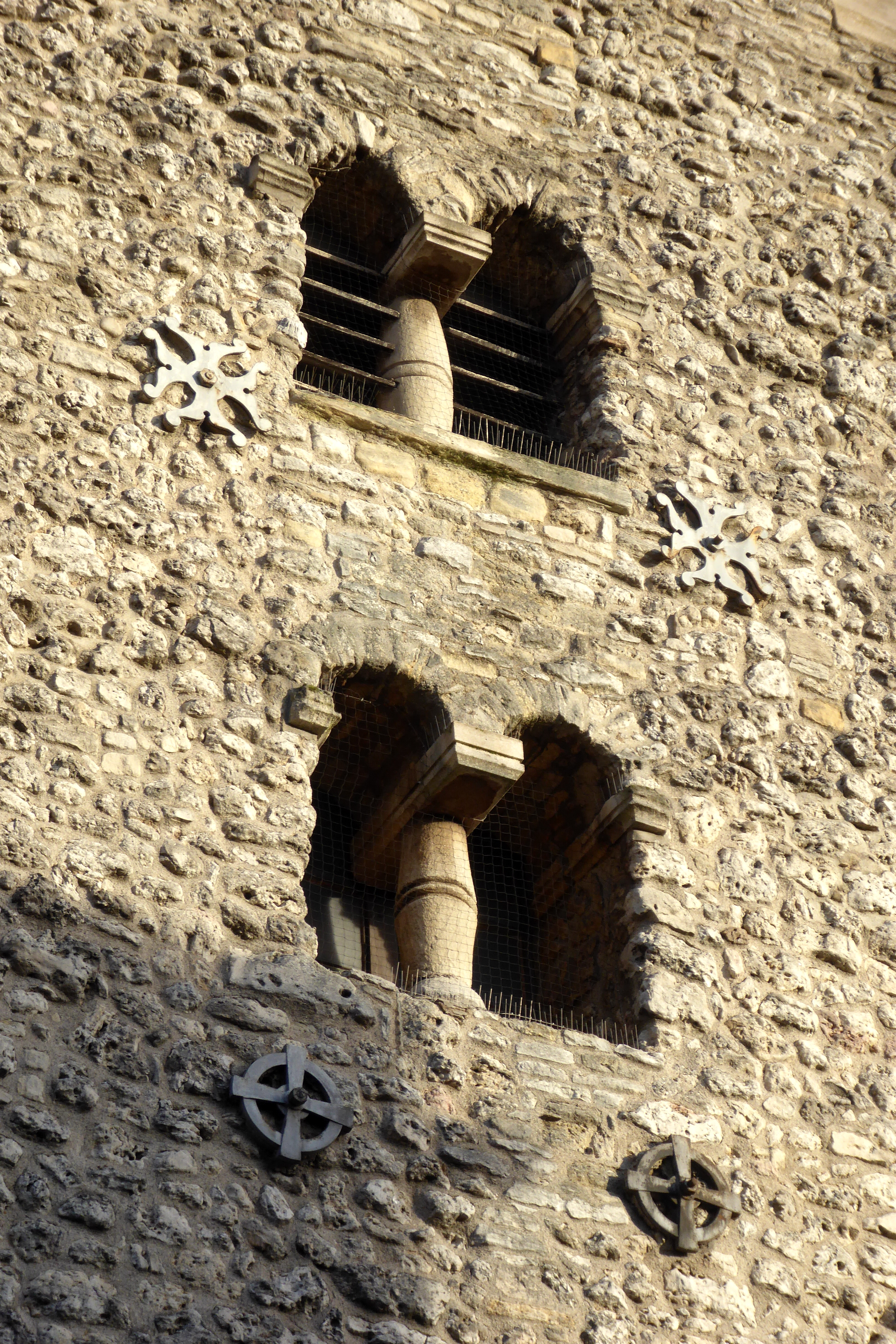
Zwillingsfenster am Turm (1040) von St Michael at the North Gate (CC) in Oxford
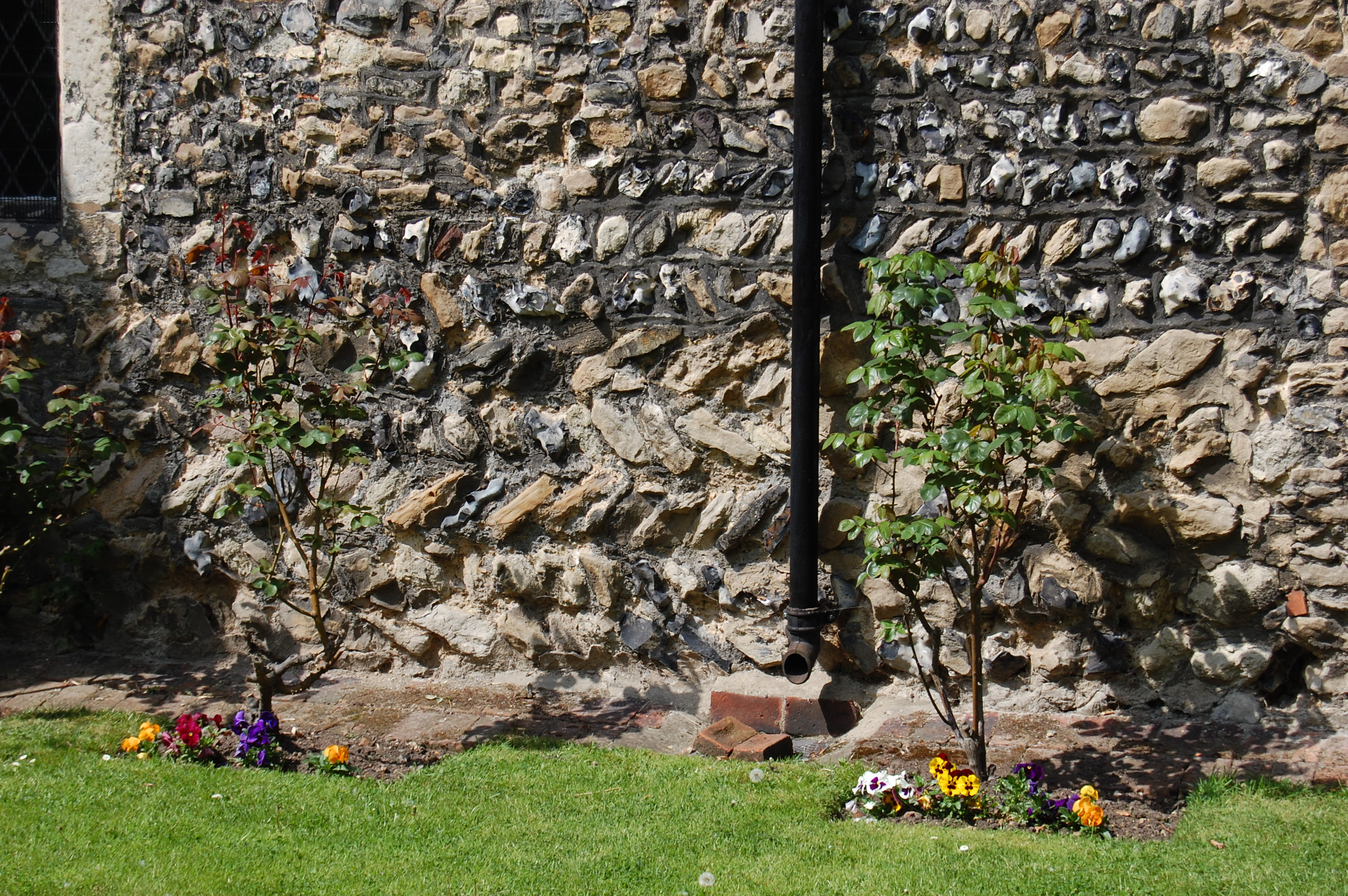
Fischgrätmauerwerk an der Kirche von Corringham, Essex
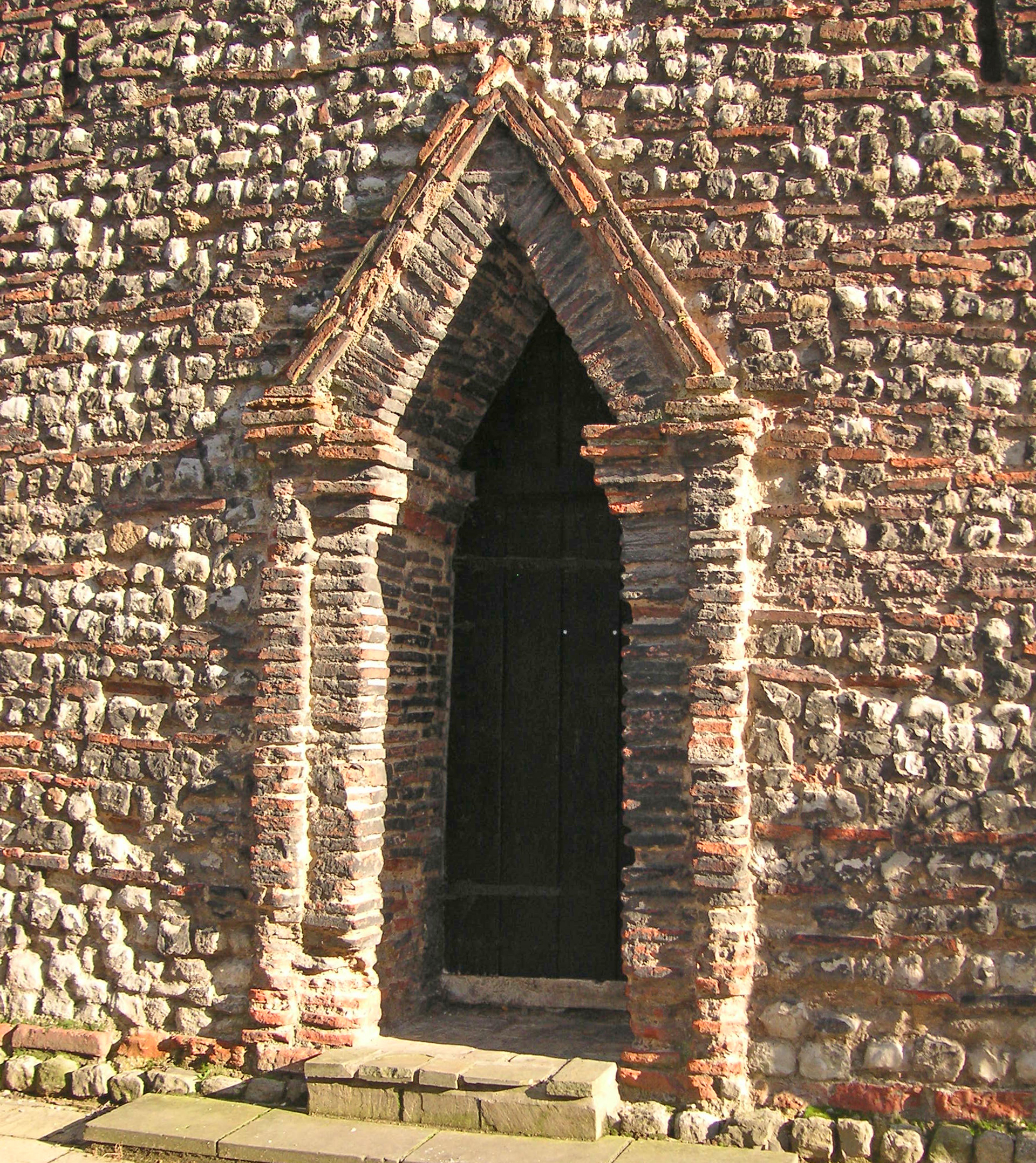
Holy Trinity Church HE 1169575 in Colchester[1]: Dreiecksbogen, unregelmäßiges „Rubble“-Gestein und römische Spolienziegel
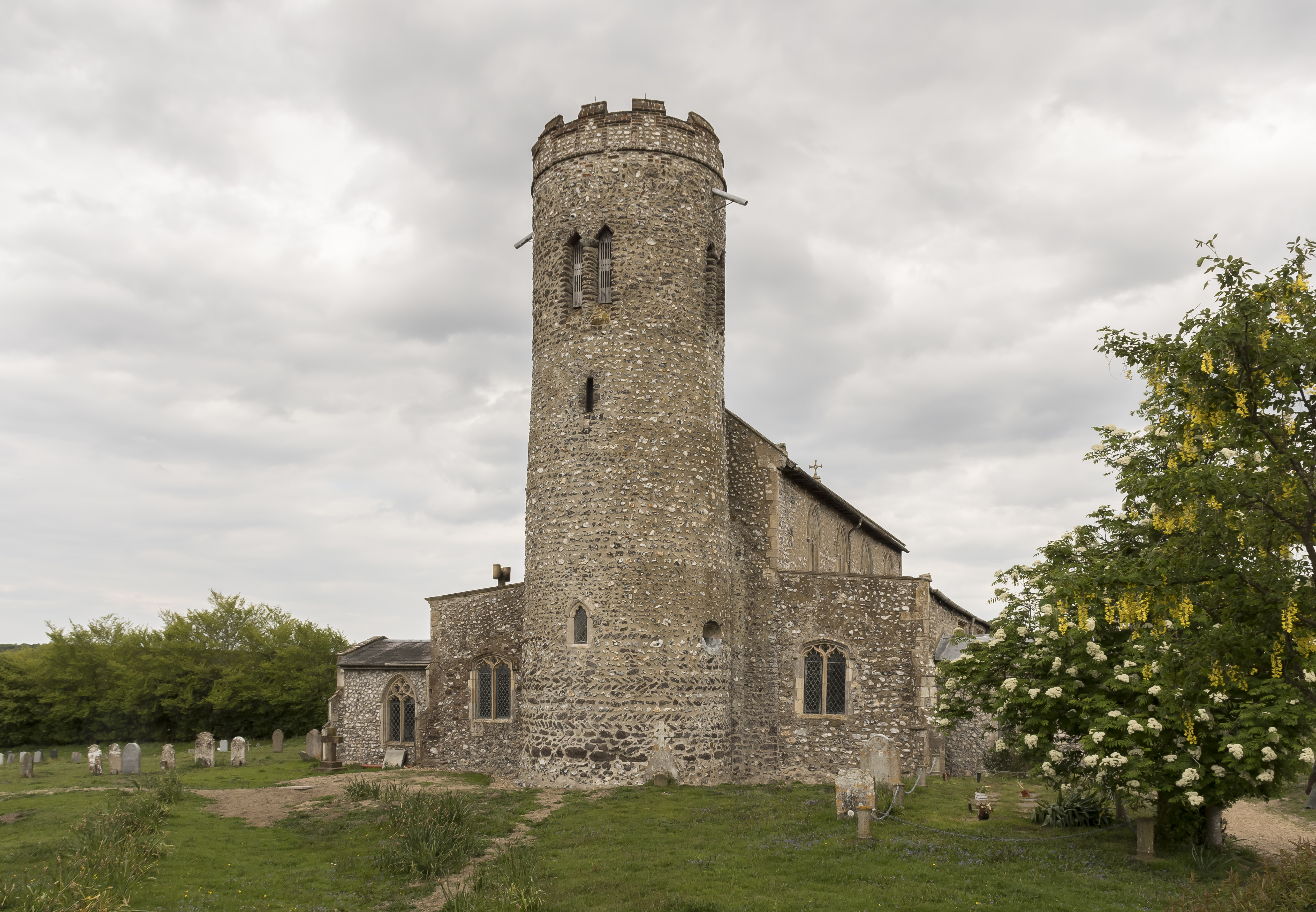
Rundturm der Saint Mary’s Church HE 1049531[2] in Roughton, North Norfolk: unten Fischgrät-Mauerwerk, oben Kragbögen
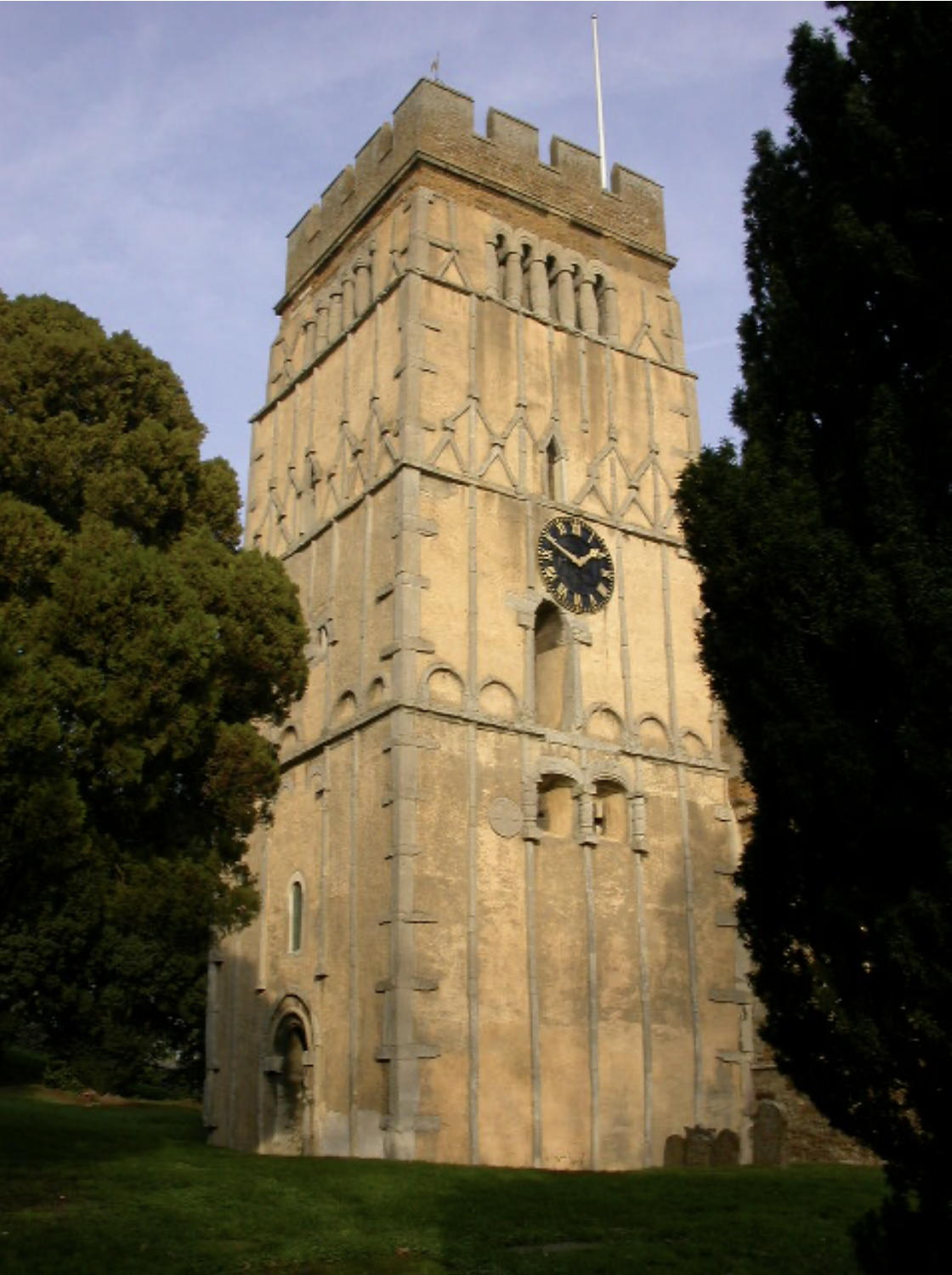
All Saints, Earls Barton: steinerne Imtitaion von Holzstreben
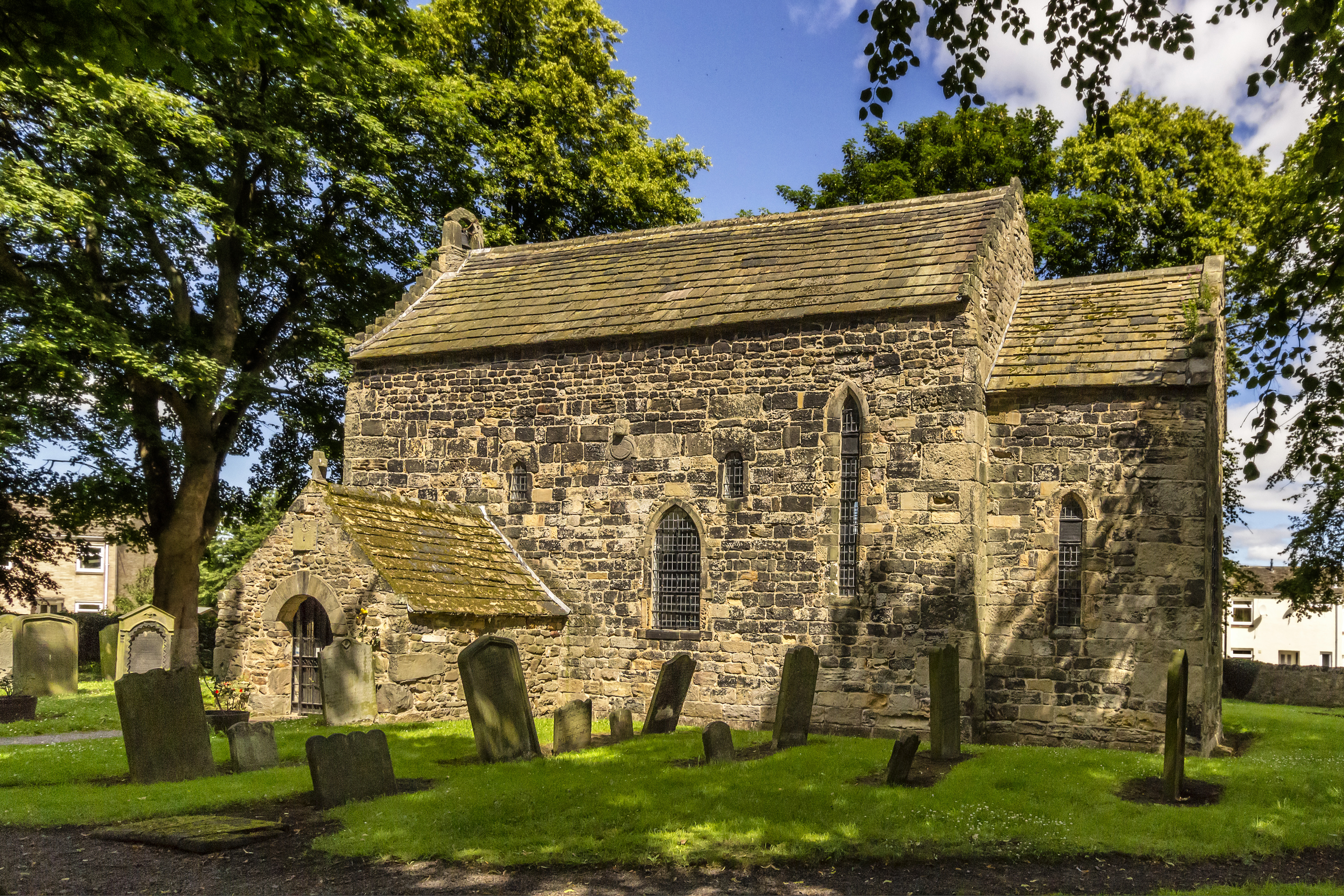
Kirche von Escomb, Northumbria (um 675); Lanzettfenster erneuert, breites Spitzbogenfenster hinzugefügt
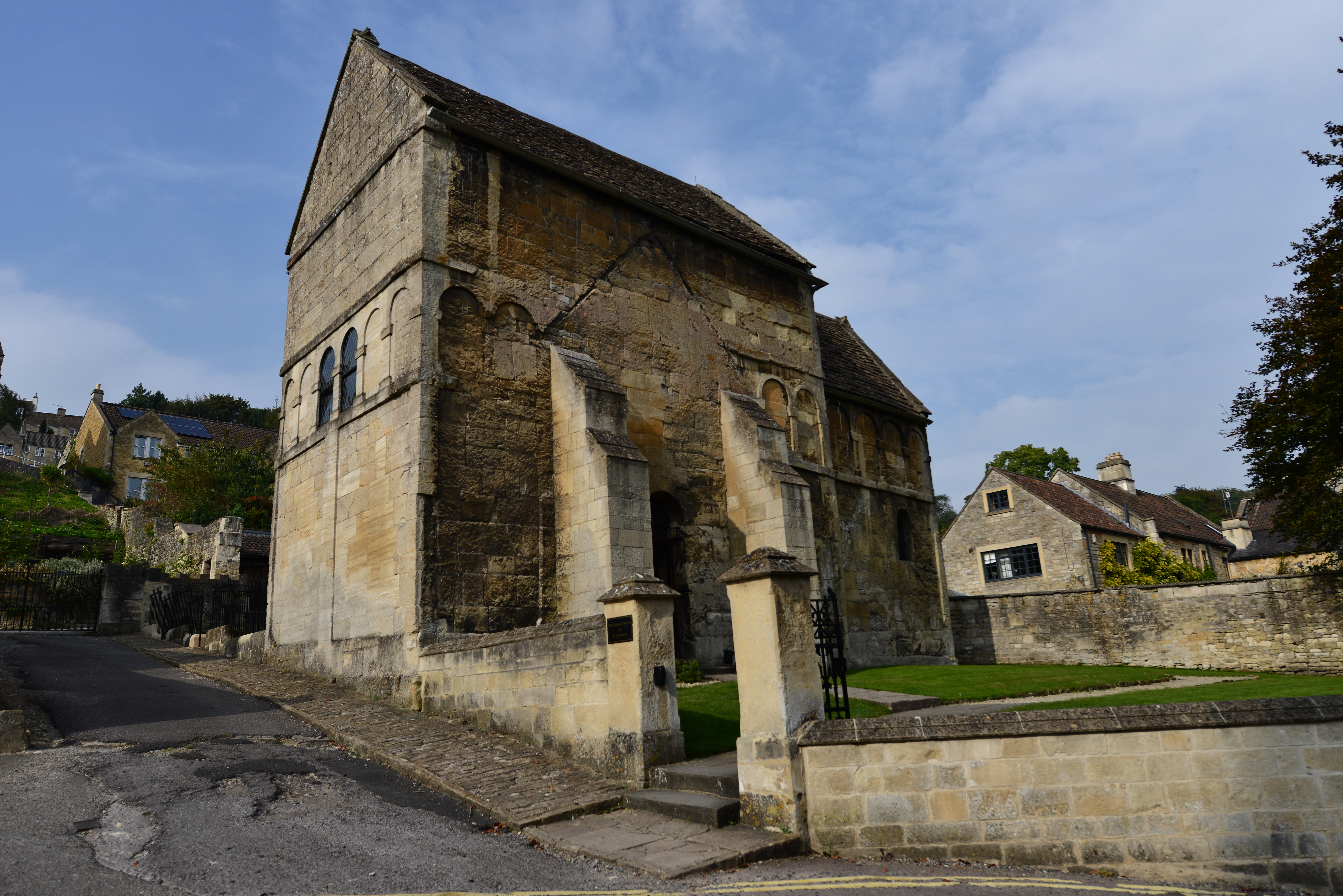
St Laurence’s Church in Bradford-on-Avon (unterer Teil um 700)

Die angelsächsischen Kirchenbauten lassen sich in zwei Gruppen unterteilen:
- Kennzeichen der südöstlichen Gruppe sind Apsiden
- Kennzeichen der nördlichen Gruppe sind gerade Chorabschlüsse (einzige Ausnahme, die Kirche von Hexham, mit Apsis)

Die Kirchen der nördlichen Gruppe zeigen außerdem, dass das Mittelschiff meistens mehr als dreimal so lang wie breit ist, während es in der südlichen Gruppe nur 1½ bis 1¾ mal so lang wie breit ist.
Nähere Bestimmungen zum angelsächsischen Kirchenbau lassen sich nur mit Vorsicht geben, weil erstens nur wenige Kirchen zumindest soweit erhalten sind, dass ihr Grundriss eindeutig bestimmt werden kann, und zweitens, trotz nahezu identischer Grundrisse der Aufriss der jeweiligen Kirchen völlig unterschiedlich sein kann. Drittens gilt für die größeren Kirchen, dass sie erst nach baulichen Veränderungen im Laufe der Jahrhunderte ihre heutige Form erhalten haben. Nur kleinere Kirchen besitzen zum Teil noch ihre ursprüngliche Form.
In angelsächsischer Zeit dürften die Decken sämtlicher erhaltener Kirchen in Holz ausgeführt und teilweise bemalt gewesen sein; auch offene Dachstühle waren möglich und wahrscheinlich sogar vorherrschend. Auch in späteren Zeiten wurden in England nur wenige, zumeist hochrangige, Kirchen eingewölbt. Die Fassaden mancher mächtiger Steintürme imitierten die Grundformen der Holzkonstruktion (besonders Earls Barton, 10. bis frühes 11. Jahrhundert). Ganze Kirchen wurden aus Holz gebaut (Greensted Church in Essex, etwa 1013), was im Frühmittelalter auch in Deutschland üblich war. Bereits in dieser Zeit lässt sich ein deutlicher Hang der englischen Baumeister zum Dekor erkennen, der sich im englischen Kirchenbau später zu einem bestimmenden Moment einzigartige Meisterschaft erreichte, an den frühen Gewölberippen der Kathedrale von Durham.